# Pusztai Antal
Pusztai Antal (Győr, 1978. május 7. –) Baross Gábor-díjas magyar gitárművész, 2004-ben a Montreux-i Jazz Fesztivál győztese „A Legjobb Gitáros” kategóriában, ezenkívül számos rangos hazai, illetve nemzetközi zenei verseny győztese. Dzsesszben illetve klasszikus zenében is egyformán otthonosan mozog. 
1998 és 2014 között tizenöt díjat nyert különböző gitárversenyeken Európában és az USA-ban egyaránt. Néhány a díjak közül: Herbert von Karajan zenei verseny Bécsben, Montreux Jazz gitárverseny 2004-ben, az európai gitárdíj Dresden-ben 2006-ban és a Lee Ritenour Six String Theory elnevezésű gitáros tehetségkutató verseny Los Angeles-ben 2014-ben. Együtt játszott sok híres szólóénekessel és zenekarral is, beleértve a következőket: Erwin Schrott, Dalibor Karvay, Ralph Towner, Rosenberg Trio, Al di Meola, Pat Metheny, Lee Ritenour és Jánoska Ensemble. 
Az első szólóalbumát Magyarországon készítette 2000-ben, a másodikat pedig 2007-ben a Wildner Records-nál. 2015-ben Lee Ritenour-ral közreműködött a ´Twist of Rit´ albumon, amit Grammy-díjra jelöltek. 2017-től a Fortissimo együttes gitárosa.
2021 szeptemberében Pusztai a Fortissimo együttes tagjaival megalapított egy kvintettet, amely a saját nevét viseli.

## Tanulmányai, szakmai pályafutása
Hétéves korában édesapja kezdte el gitározni tanítani őt. 
Később Roth Ede professzor vezetése alatt tanult a győri Konzervatóriumban. 
2005-től 2009-ig Alvaro Pierri professzor tanította a  Bécsi Zene- és Előadóművészeti Egyetemen. 

## Megjelent albumai
- Beyond my dreams (2000)[4]
- Wonderland (2007)[5]

## Zenei versenyeken elért eredményei és díjai
- Nemzetközi Gitárverseny I. hely. (1998, Kutna-Hora, Csehszlovákia)
- Yamaha Nemzetközi Gitárverseny I. hely (1999, Bécs, Ausztria)
- Nemzetközi 'Zoller Attila' Gitárverseny I. hely (2000, Budapest)
- Sláger Rádió-díj (2001, Budapest)
- Baross Gábor-díj (2002, Magyarország)
- Herbert von Karajan Ösztöndíj (2003 Ausztria)
- Montreux-i Dzsessz Fesztivál I. díj (2004, Svájc, Montreux)
- Nemzetközi Gitárverseny I. hely (2005, Weikersheim, Németország)
- Európai Gitárverseny I. hely (2006, Drezda, Németország)
- Lee Ritenour's Six String Theory - Grand Price Winner (2014, Los Angeles)

## Fordítás
Ez a szócikk részben vagy egészben  az   Antal Pusztai című angol Wikipédia-szócikk ezen változatának fordításán alapul.  Az eredeti cikk szerkesztőit annak laptörténete sorolja fel. Ez a jelzés csupán a megfogalmazás eredetét és a szerzői jogokat jelzi, nem szolgál a cikkben szereplő információk forrásmegjelöléseként.